# Rouze
Rouze (en occitan Rosa) est une commune française située dans le sud-est du département de l'Ariège, en région Occitanie. Sur le plan historique et culturel, la commune fait partie du Donezan, qui faisait jadis partie du comté de Razès puis du comté de Foix.
Il s'agit d'une sorte de plateau granitique isolé du monde, entouré d'un écrin montagneux et occupé par sept villages. Exposée à un climat océanique altéré, elle est drainée par l'Aude, la Bruyante, la rivière de Quérigut, le ruisseau d'Artigues, le ruisseau de Campagna et par deux autres cours d'eau. La commune possède un patrimoine naturel remarquable : deux sites Natura 2000 (le « pays de Sault » et la « haute Vallée de l'Aude et Bassin de l'Aiguette ») et quatre zones naturelles d'intérêt écologique, faunistique et floristique.
Rouze est une commune rurale qui compte 85 habitants en 2022, après avoir connu un pic de population de 593 habitants en 1851. Ses habitants sont appelés les Rouzéens ou Rouzéennes.
Le patrimoine architectural de la commune comprend un immeuble protégé au titre des monuments historiques : le château d'Usson, inscrit en 1978 puis en 1996.

## Géographie

### Localisation
La commune de Rouze se trouve dans le département de l'Ariège, en région Occitanie.
Elle se situe à 46 km à vol d'oiseau de Foix, préfecture du département, et à 19 km d'Ax-les-Thermes, bureau centralisateur du canton de Haute-Ariège dont dépend la commune depuis 2015 pour les élections départementales.
La commune fait en outre partie du bassin de vie de Quillan.
Les communes les plus proches sont : 
Mijanès (1,2 km), Artigues (1,5 km), Le Pla (1,9 km), Le Puch (2,8 km), Campagna-de-Sault (3,4 km), Carcanières (3,6 km), Quérigut (4,2 km), Fontanès-de-Sault (4,2 km).
Sur le plan historique et culturel, Rouze fait partie du Donezan, qui faisait jadis partie du comté de Razès puis du comté de Foix. Il s'agit d'une sorte de plateau granitique isolé du monde, entouré d'un écrin montagneux et occupé par sept villages.
Les communes limitrophes sont  Artigues, Campagna-de-Sault, Escouloubre, Fontanès-de-Sault, Le Pla, Le Puch et Mijanès.
|          | Campagna-de-Sault (Aude) | Fontanès-de-Sault (Aude, sur 100 m) |
| Mijanès  | Rouze                    | Escouloubre (Aude)                  |
| Artigues | Le Pla                   | Le Puch                             |

Commune située dans le Donezan, au confluent de l'Aude et de la Bruyante. C'est une commune limitrophe avec le département de l'Aude.

### Géologie et relief
La commune est située dans les Pyrénées, une chaîne montagneuse jeune, érigée durant l'ère tertiaire (il y a 40 millions d'années environ), en même temps que les Alpes. Les terrains affleurants sur le territoire communal sont constitués de roches sédimentaires et plutoniques datant du Paléozoïque, une ère géologique qui s'étend de −541 à −252,2 Ma (millions d'années),.
La superficie cadastrale de la commune publiée par l’Insee, qui sert de références dans toutes les statistiques, est de 9,51 km2,. La superficie géographique, issue de la BD Topo, composante du Référentiel à grande échelle produit par l'IGN, est quant à elle de 9,57 km2. Son relief est particulièrement escarpé puisque la dénivelée maximale atteint 1 153 mètres. L'altitude du territoire varie entre 729 m et 1 882 m.

### Hydrographie

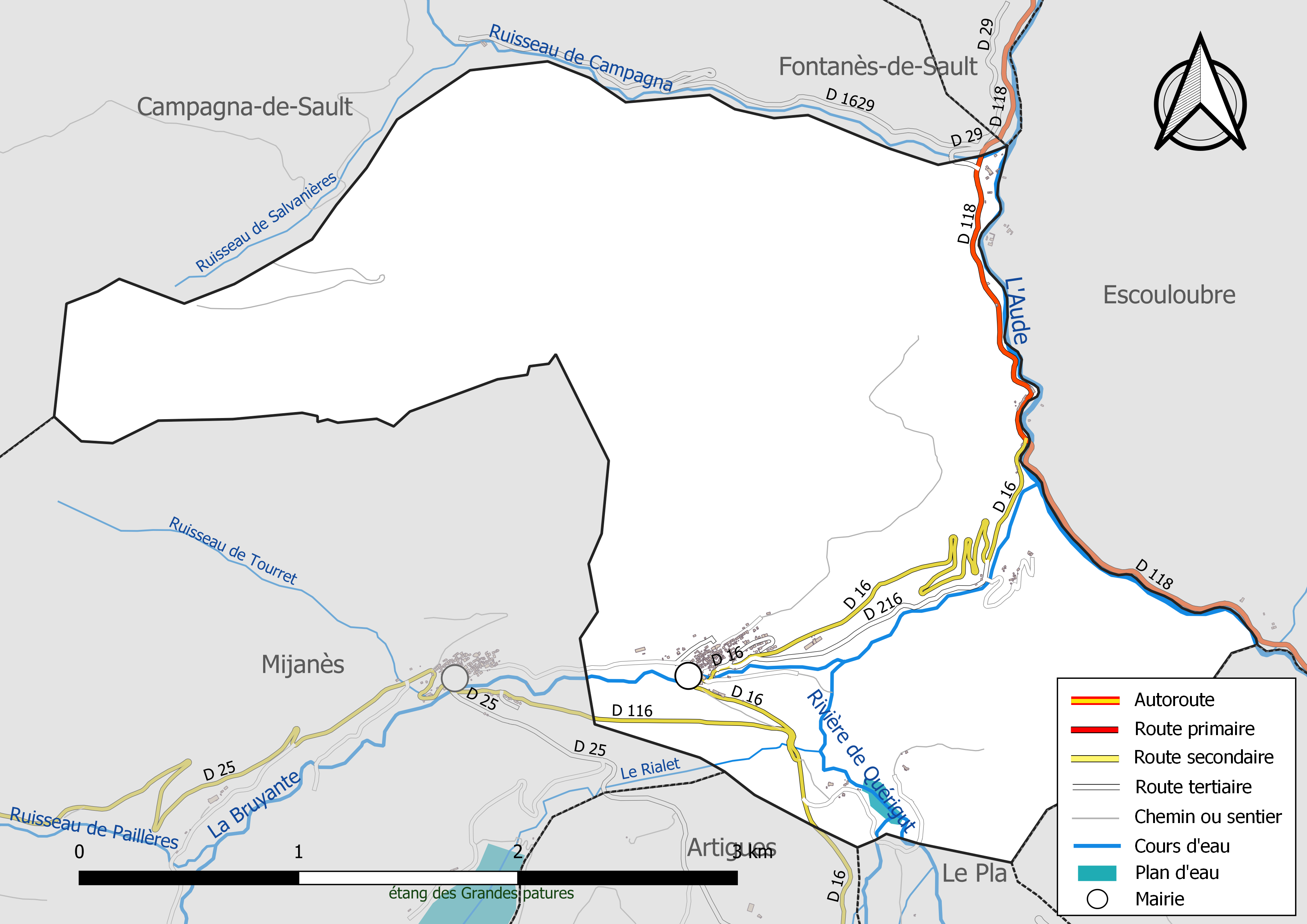
Réseaux hydrographique et routier de Rouze.

La commune est dans la région hydrographique « Côtiers méditerranéens », au sein du bassin hydrographique Rhône-Méditerranée-Corse. Elle est drainée par l'Aude, la Bruyante, la rivière de Quérigut, le ruisseau d'Artigues, le ruisseau de Campagna, le Rialet et le ruisseau de Salvanières, constituant un réseau hydrographique de 8 km de longueur totale,.
L'Aude, d'une longueur totale de 223,59 km, prend sa source dans la commune des Angles et s'écoule du sud vers le nord. Ce fleuve traverse la commune et se jette dans le golfe du Lion à Fleury, après avoir traversé 73 communes.
La Bruyante, d'une longueur totale de 14,1 km, prend sa source dans la commune de Mijanès et s'écoule du sud-ouest vers le nord-est. Elle traverse la commune et se jette dans l'Aude sur le territoire communal.
La rivière de Quérigut, d'une longueur totale de 10,1 km, prend sa source dans la commune de Quérigut et s'écoule du sud-ouest vers le nord-est puis vers le nord. Elle traverse la commune et se jette dans la Bruyante sur le territoire communal, après avoir traversé 3 communes.
Le ruisseau d'Artigues, d'une longueur totale de 11 km, prend sa source dans la commune d'Artigues et s'écoule du sud-ouest vers le nord-est. Il traverse la commune et se jette dans la rivière de Quérigut sur le territoire communal, après avoir traversé 3 communes.

### Climat
Pour des articles plus généraux, voir Climat de l'Occitanie et Climat de l'Ariège.
En 2010, le climat de la commune est de type climat océanique altéré, selon une étude s'appuyant sur une série de données couvrant la période 1971-2000. En 2020, Météo-France publie une typologie des climats de la France métropolitaine dans laquelle la commune est exposée à un climat de montagne et est dans la région climatique Pyrénées orientales, caractérisée par une faible pluviométrie, un très bon ensoleillement (2 600 h/an), un air sec, particulièrement en hiver et peu de brouillards.
Pour la période 1971-2000, la température annuelle moyenne est de 10,2 °C, avec une amplitude thermique annuelle de 14,6 °C. Le cumul annuel moyen de précipitations est de 980 mm, avec 8,6 jours de précipitations en janvier et 6,2 jours en juillet. Pour la période 1991-2020, la température moyenne annuelle observée sur la station météorologique la plus proche, située sur la commune de Belcaire à 13 km à vol d'oiseau, est de 9,8 °C et le cumul annuel moyen de précipitations est de 1 032,4 mm,. Pour l'avenir, les paramètres climatiques de la commune estimés pour 2050 selon différents scénarios d'émission de gaz à effet de serre sont consultables sur un site dédié publié par Météo-France en novembre 2022.

### Milieux naturels et biodiversité

#### Réseau Natura 2000

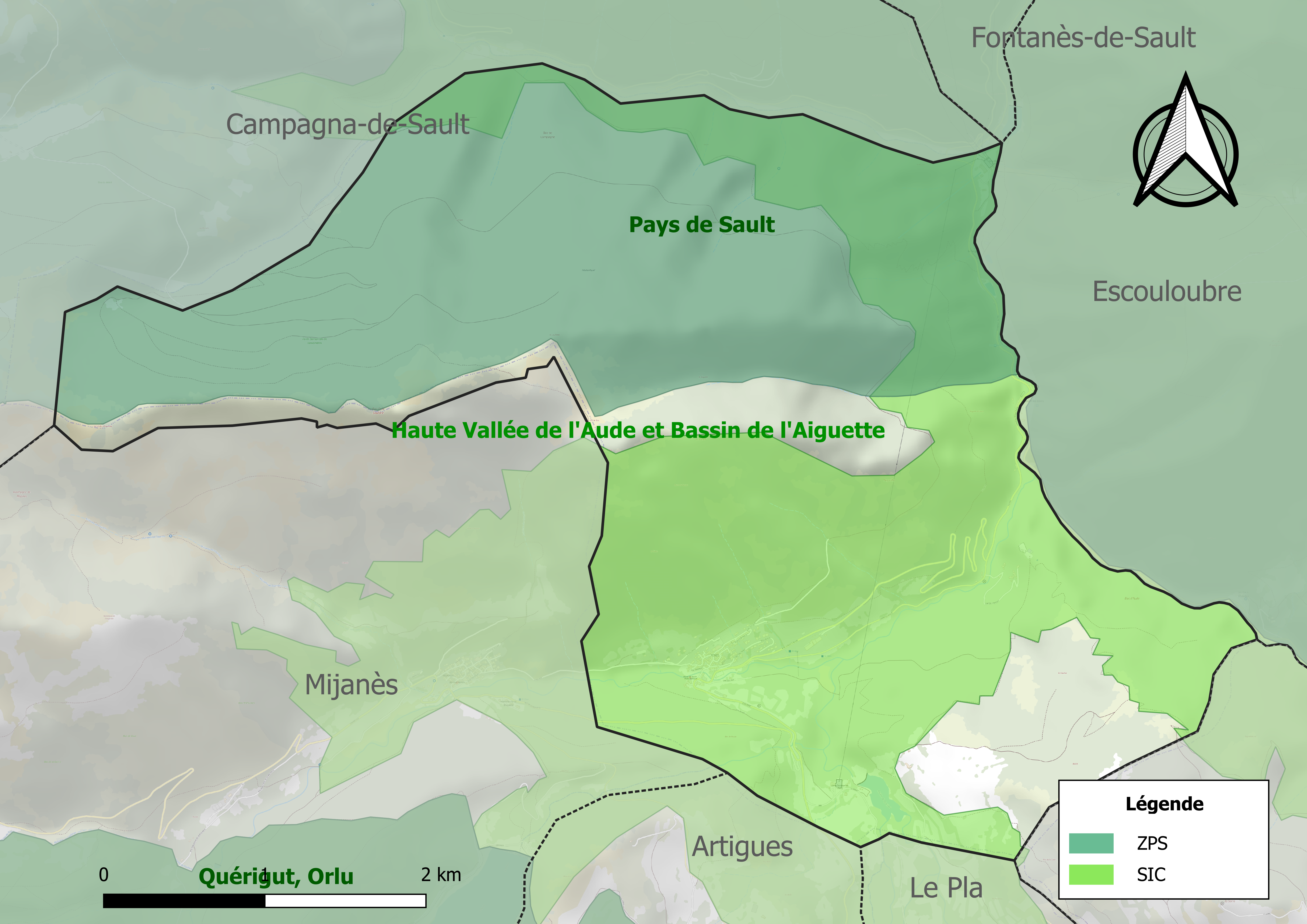
Site Natura 2000 sur le territoire communal.

Le réseau Natura 2000 est un réseau écologique européen de sites naturels d'intérêt écologique élaboré à partir des directives habitats et oiseaux, constitué de zones spéciales de conservation (ZSC) et de zones de protection spéciale (ZPS).
Un site Natura 2000 a été défini sur la commune au titre de la directive habitats :
- la « haute Vallée de l'Aude et Bassin de l'Aiguette », d'une superficie de 17 055 ha, particulièrement intéressant pour ses milieux aquatiques. Il comprend des populations de Desmans des Pyrénées, Barbeau méridional, d'Écrevisse à pattes blanches ainsi que des chabots[28]

et un au titre de la directive oiseaux : 
- le « pays de Sault », d'une superficie de 71 499 ha, présentant une grande diversité d'habitats pour les oiseaux. On y rencontre donc aussi bien les diverses espèces de rapaces rupestres, en particulier les vautours dont les populations sont en augmentation, que les passereaux des milieux ouverts (bruant ortolan, alouette lulu) et des espèces forestières comme le pic noir[29].

#### Zones naturelles d'intérêt écologique, faunistique et floristique
L’inventaire des zones naturelles d'intérêt écologique, faunistique et floristique (ZNIEFF) a pour objectif de réaliser une couverture des zones les plus intéressantes sur le plan écologique, essentiellement dans la perspective d’améliorer la connaissance du patrimoine naturel national et de fournir aux différents décideurs un outil d’aide à la prise en compte de l’environnement dans l’aménagement du territoire.
Trois ZNIEFF de type 1 sont recensées sur la commune :
- « l'Aude et son affluent la Bruyante » (37 ha), couvrant 6 communes dont 4 dans l'Ariège et 2 dans l'Aude[31] ;
- les « montagnes et vallées du Donezan centre et ouest » (8 618 ha), couvrant 12 communes dont 7 dans l'Ariège, 3 dans l'Aude et 2 dans les Pyrénées-Orientales[32],
- « le plateau de Quérigut, gorges de l'Aude et forêt du Carcanet » (3 214 ha), couvrant 7 communes dont 5 dans l'Ariège, 1 dans l'Aude et 1 dans les Pyrénées-Orientales[33] ;

et une ZNIEFF de type 2, : 
le « massif de Quérigut et forêt du Carcanet (Donezan) » (12 106 ha), couvrant 32 communes dont 18 dans l'Ariège, 10 dans l'Aude et 4 dans les Pyrénées-Orientales.

Carte des ZNIEFF de type 1 et 2 à Rouze.
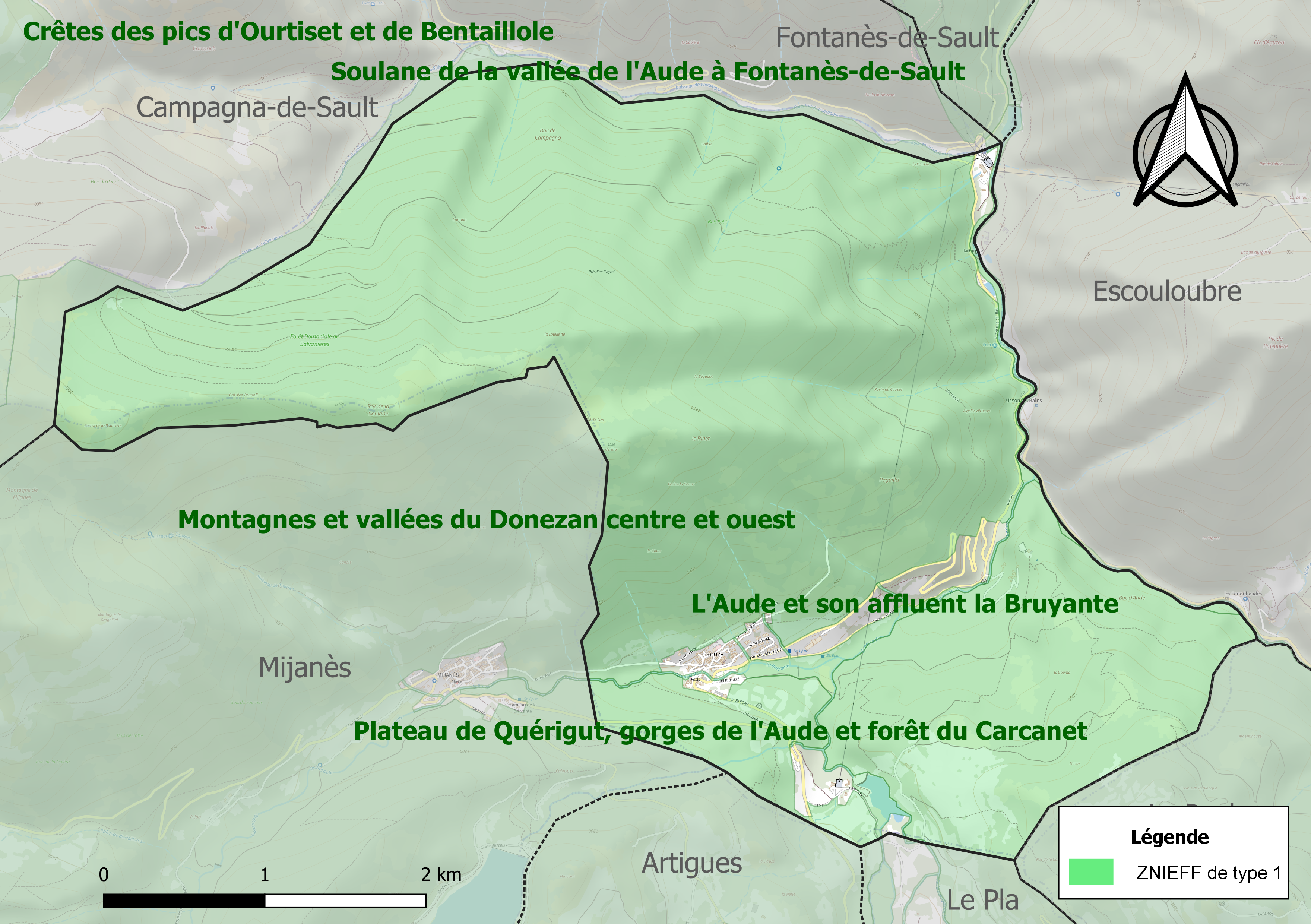
Carte des ZNIEFF de type 1 sur la commune.
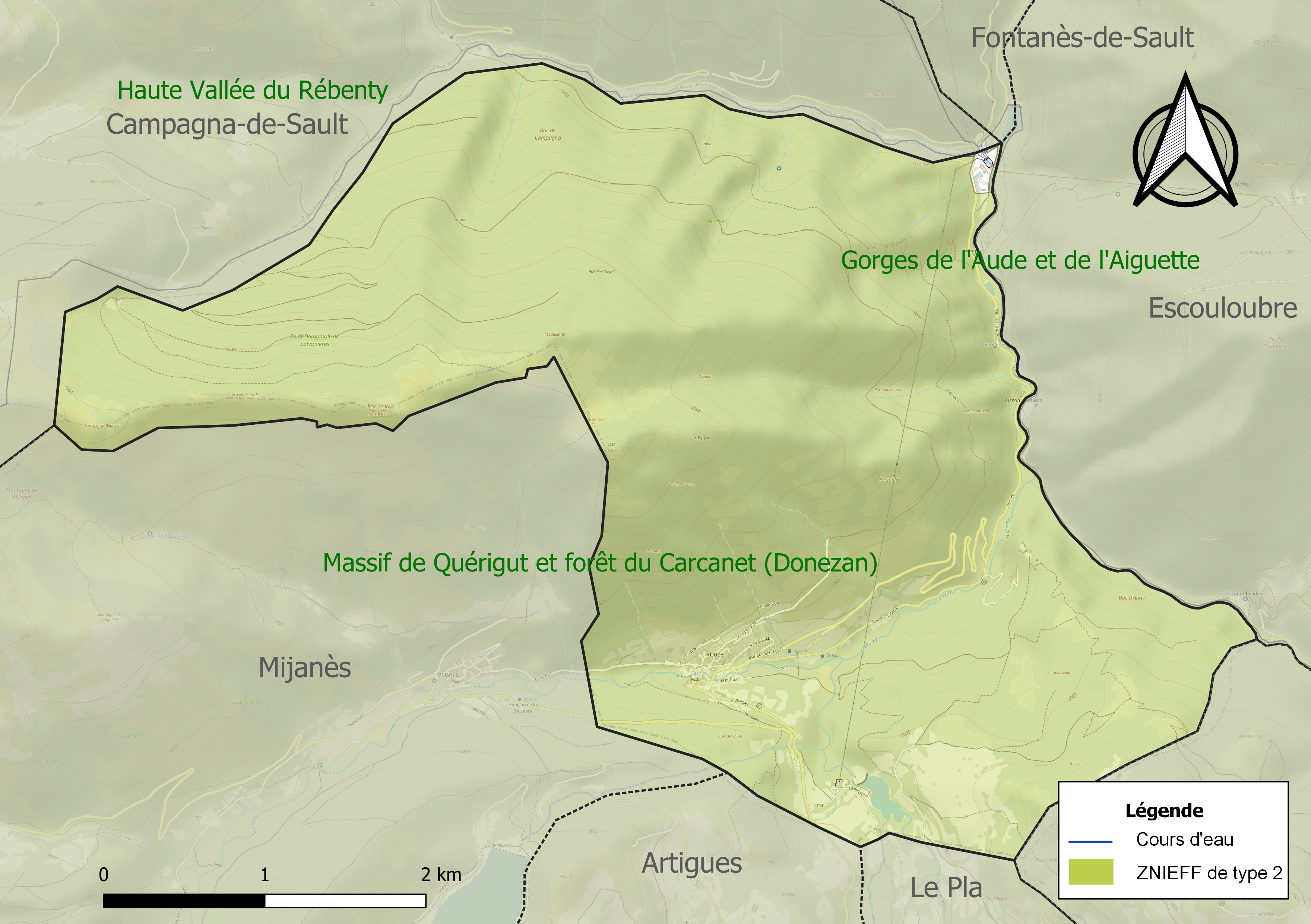
Carte de la ZNIEFF de type 2 sur la commune.

## Urbanisme

### Typologie
Au 1er janvier 2024, Rouze est catégorisée commune rurale à habitat très dispersé, selon la nouvelle grille communale de densité à 7 niveaux définie par l'Insee en 2022.
Elle est située hors unité urbaine et hors attraction des villes,.

### Occupation des sols
L'occupation des sols de la commune, telle qu'elle ressort de la base de données européenne d’occupation biophysique des sols Corine Land Cover (CLC), est marquée par l'importance des forêts et milieux semi-naturels (92,7 % en 2018), une proportion sensiblement équivalente à celle de 1990 (92,3 %). La répartition détaillée en 2018 est la suivante : 
forêts (75,4 %), milieux à végétation arbustive et/ou herbacée (17,3 %), zones agricoles hétérogènes (5,4 %), prairies (1,9 %). L'évolution de l’occupation des sols de la commune et de ses infrastructures peut être observée sur les différentes représentations cartographiques du territoire : la carte de Cassini (XVIIIe siècle), la carte d'état-major (1820-1866) et les cartes ou photos aériennes de l'IGN pour la période actuelle (1950 à aujourd'hui).

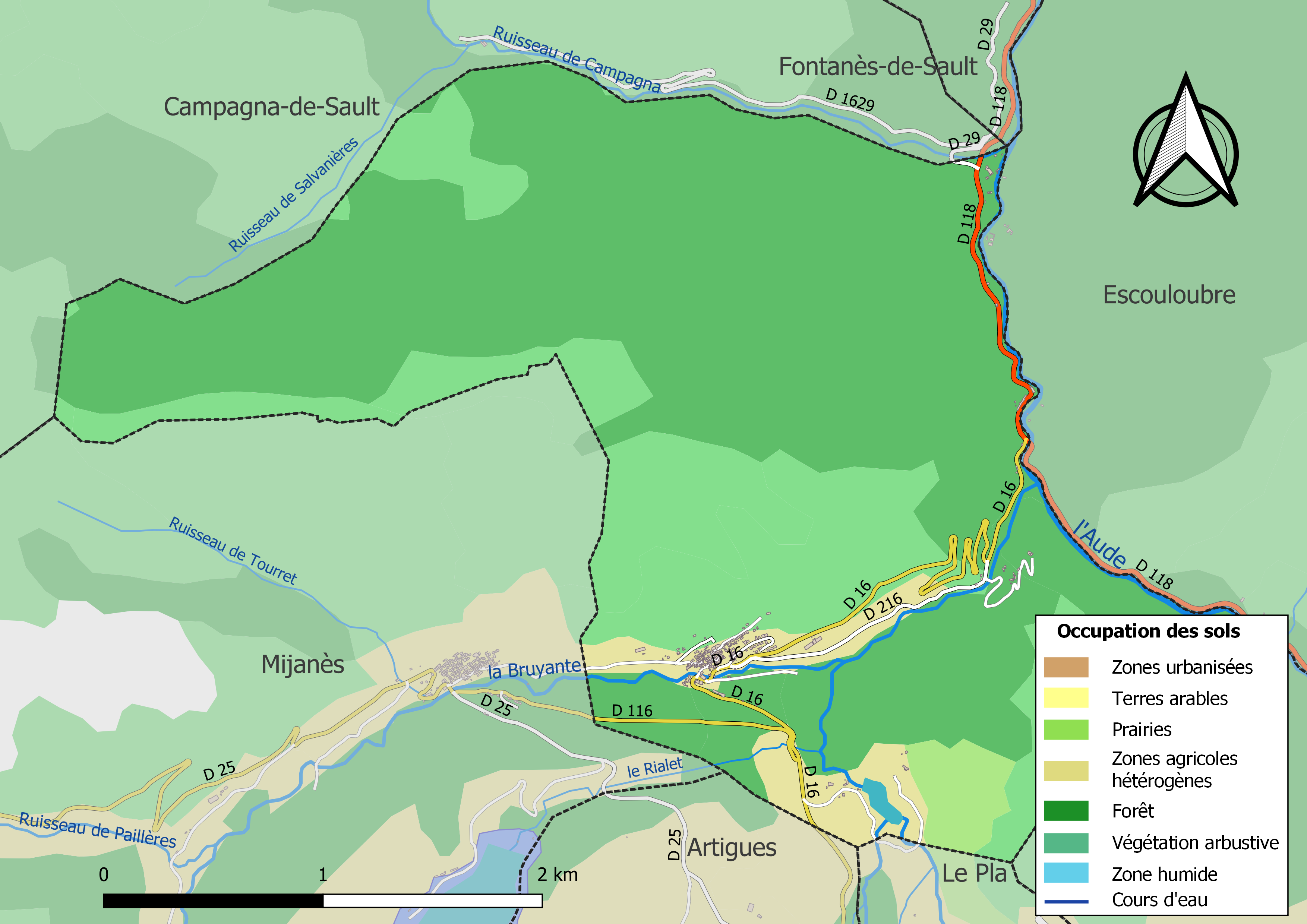
Carte des infrastructures et de l'occupation des sols de la commune en 2018 (CLC).

### Hameaux et lieux-dits
Usson, situé sur l'Aude, est un hameau de Rouze, particulièrement connu pour les ruines de son château fort. C'est aussi une ancienne station thermale: Usson-les-Bains.

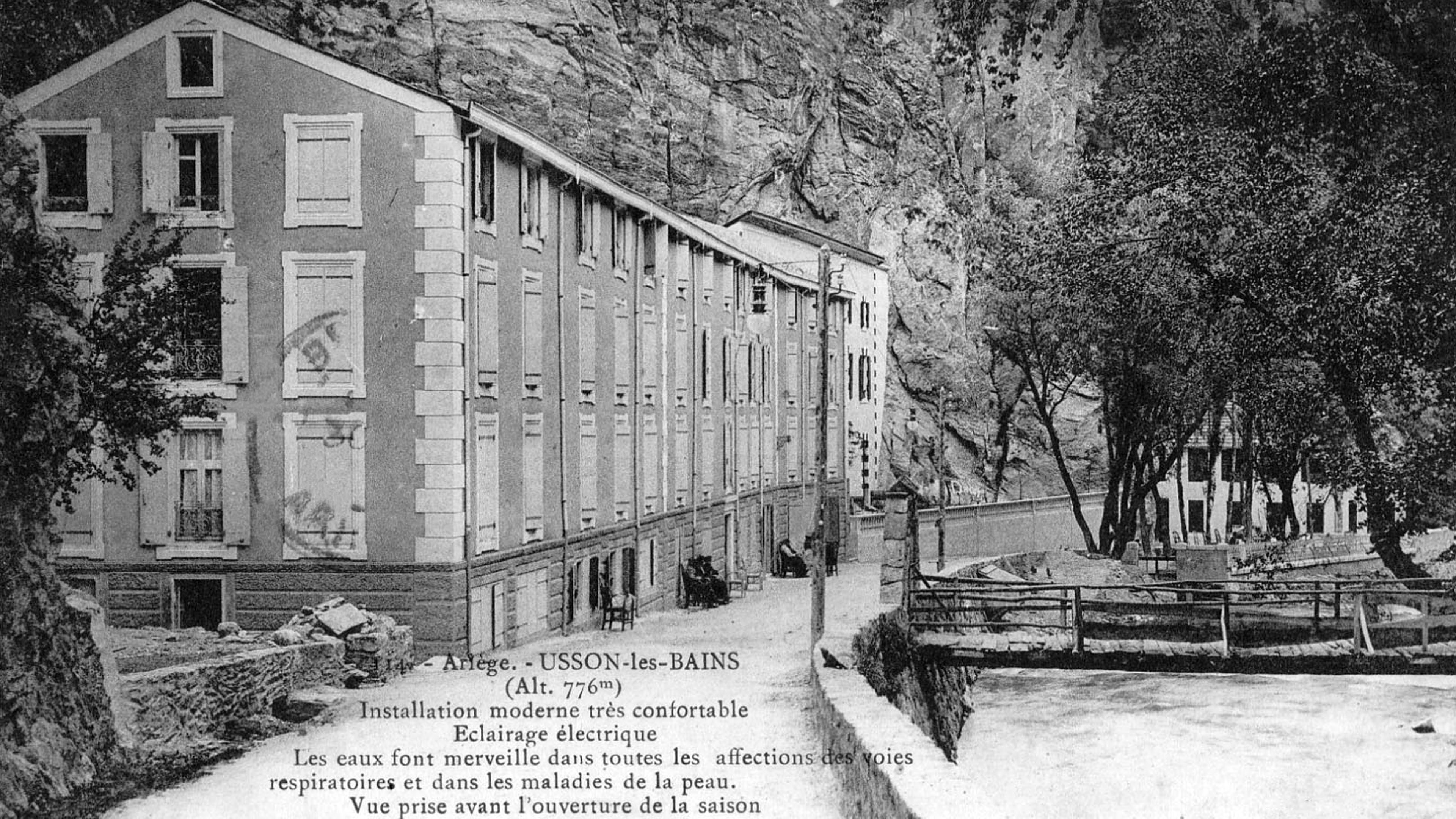
Usson les Bains vers 1915
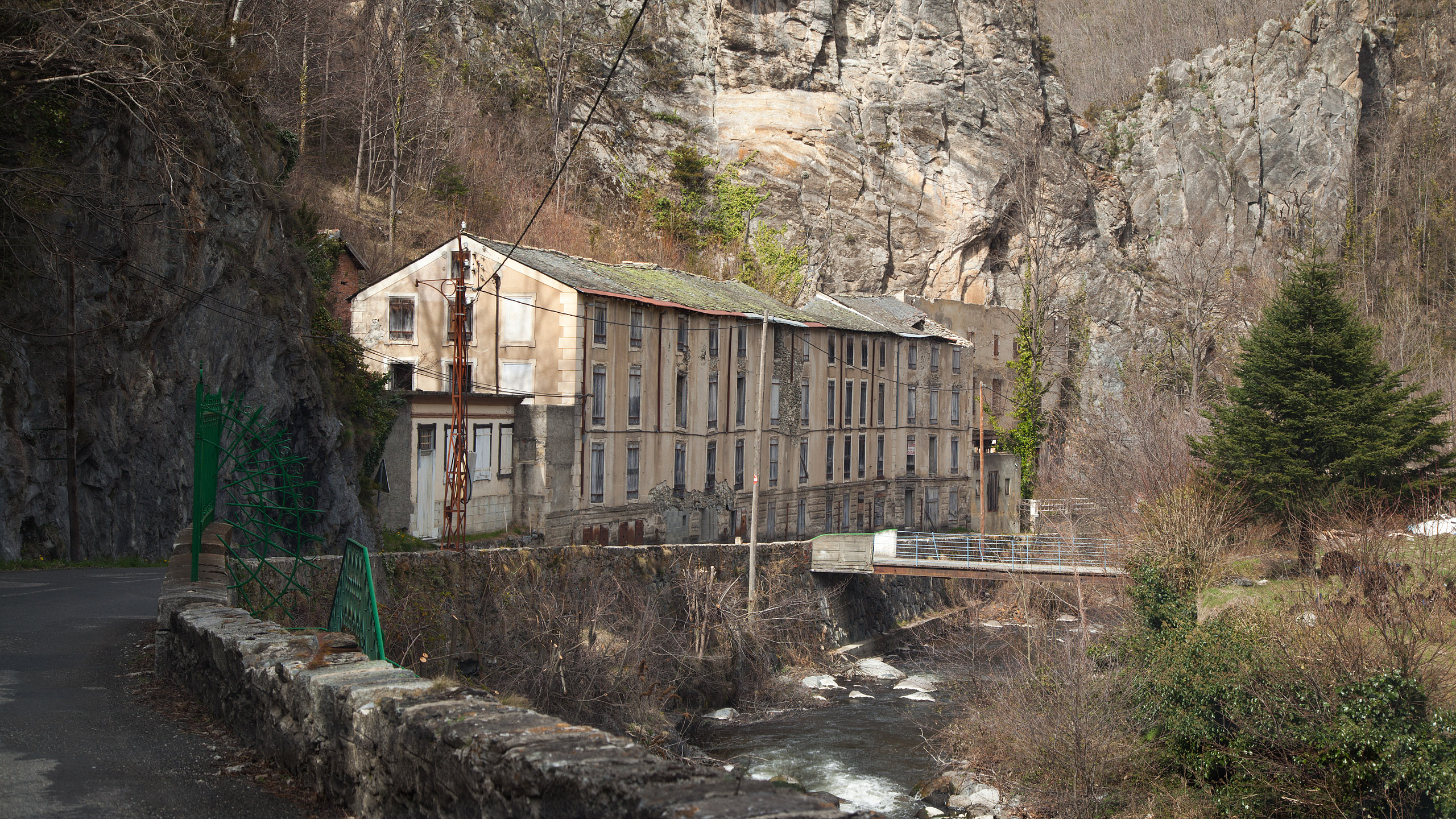
Usson les Bains en 2014
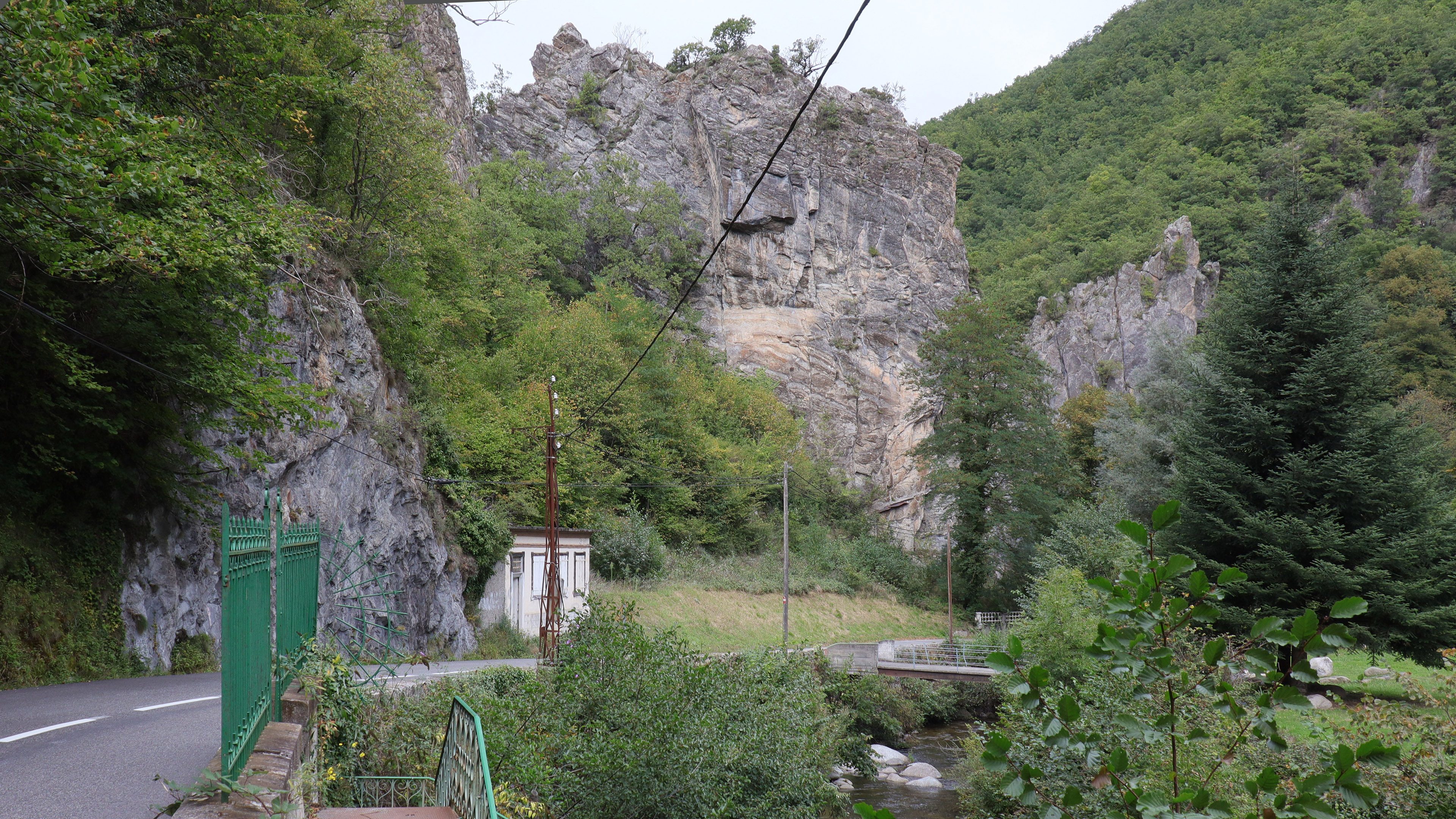
Usson les Bains en 2021

### Habitat et logement
En 2018, le nombre total de logements dans la commune était de 190, alors qu'il était de 178 en 2013 et de 175 en 2008.
Parmi ces logements, 26,2 % étaient des résidences principales, 73,8 % des résidences secondaires et 0 % des logements vacants. Ces logements étaient pour 90,4 % d'entre eux des maisons individuelles et pour 8,1 % des appartements.
Le tableau ci-dessous présente la typologie des logements à Rouze en 2018 en comparaison avec celle de l'Ariège et de la France entière. Une caractéristique marquante du parc de logements est ainsi une proportion de résidences secondaires et logements occasionnels (73,8 %) supérieure à celle du département (24,6 %) et à celle de la France entière (9,7 %). Concernant le statut d'occupation de ces logements, 84,6 % des habitants de la commune sont propriétaires de leur logement (77,5 % en 2013), contre 66,3 % pour l'Ariège et 57,5 % pour la France entière.
| Typologie                                               | Rouze | Ariège | France entière |
| ------------------------------------------------------- | ----- | ------ | -------------- |
| Résidences principales (en %)                           | 26,2  | 65,7   | 82,1           |
| Résidences secondaires et logements occasionnels (en %) | 73,8  | 24,6   | 9,7            |
| Logements vacants (en %)                                | 0     | 9,7    | 8,2            |

### Risques majeurs
Le territoire de la commune de Rouze est vulnérable à différents aléas naturels : inondations, climatiques (grand froid ou canicule), feux de forêts, mouvements de terrains, avalanche  et séisme (sismicité modérée). Il est également exposé à un risque particulier, le risque radon,.

#### Risques naturels

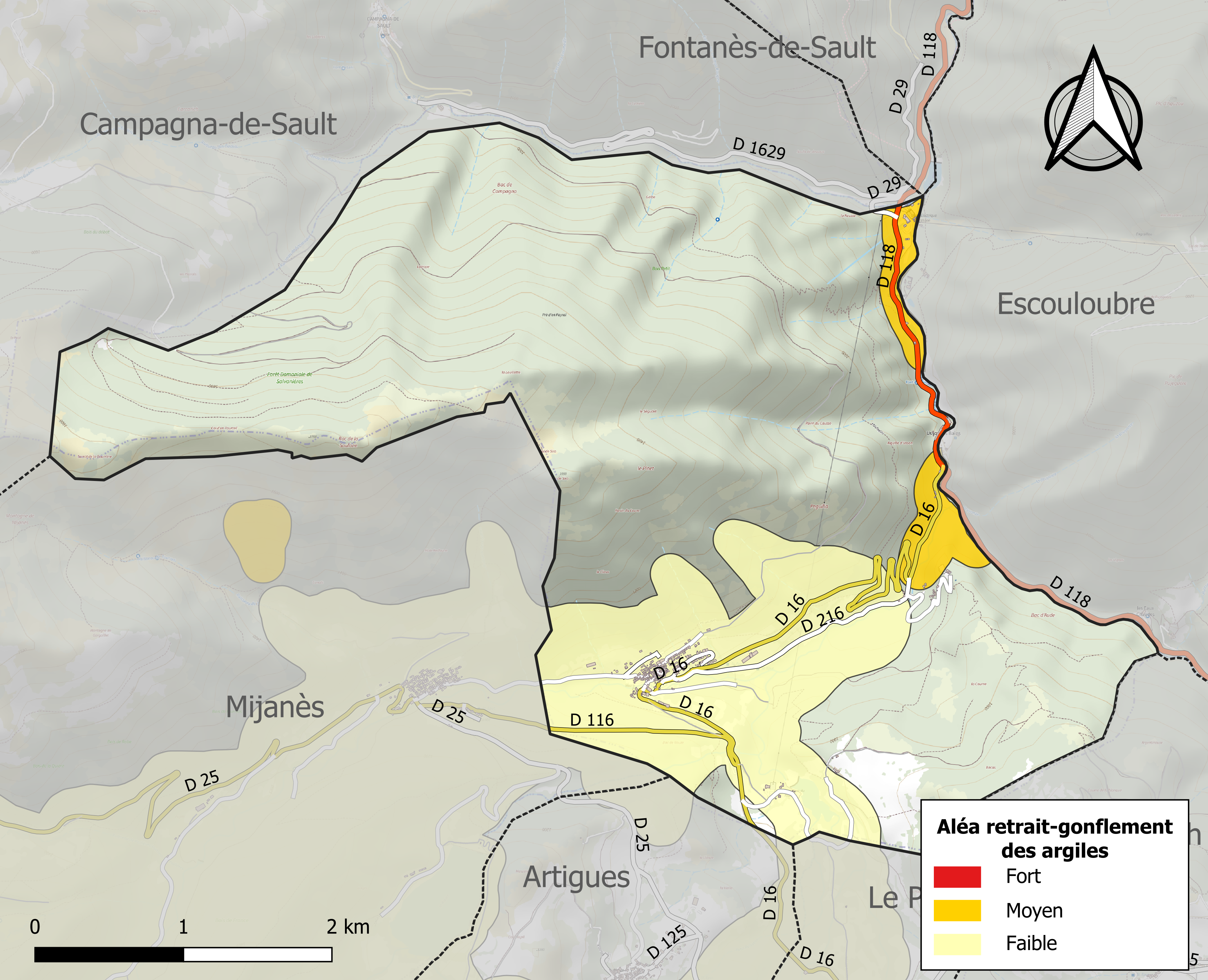
Zonage de l'aléa retrait-gonflement des argiles sur la commune de Rouze.

Certaines parties du territoire communal sont susceptibles d’être affectées par le risque d’inondation par crue torrentielle d'un cours d'eau, ou ruissellement d'un versant.
Les mouvements de terrains susceptibles de se produire sur la commune sont soit des chutes de blocs, soit des glissements de terrains, soit des mouvements liés au retrait-gonflement des argiles. Près de 50 % de la superficie du département est concernée par l'aléa retrait-gonflement des argiles, dont la commune de Rouze. L'inventaire national des cavités souterraines permet par ailleurs de localiser celles situées sur la commune.

#### Risque particulier
Dans plusieurs parties du territoire national, le radon, accumulé dans certains logements ou autres locaux, peut constituer une source significative d’exposition de la population aux rayonnements ionisants. Toutes les communes du département sont concernées par le risque radon à un niveau plus ou moins élevé. Selon la classification de 2018, la commune de Rouze est classée en zone 3, à savoir zone à potentiel radon significatif.

## Politique et administration

### Découpage territorial
La commune de Rouze est membre de la communauté de communes de la Haute Ariège, un établissement public de coopération intercommunale (EPCI) à fiscalité propre créé le 27 septembre 2016 dont le siège est à Luzenac. Ce dernier est par ailleurs membre d'autres groupements intercommunaux.
Sur le plan administratif, elle est rattachée à l'arrondissement de Foix, au département de l'Ariège, en tant que circonscription administrative de l'État, et à la région Occitanie.
Sur le plan électoral, elle dépend du canton de Haute-Ariège pour l'élection des conseillers départementaux, depuis le redécoupage cantonal de 2014 entré en vigueur en 2015, et de la première circonscription de l'Ariège  pour les élections législatives, depuis le redécoupage électoral de 1986.

### Liste des maires
| Période                                  | Période  | Identité         | Étiquette | Qualité                                                         |
| ---------------------------------------- | -------- | ---------------- | --------- | --------------------------------------------------------------- |
| 1971                                     | 1989     | Antoine Rabat    |           |                                                                 |
| 1989                                     | En cours | Francis Magdalou | PS        | Professeur Conseiller général du canton de Quérigut (2004-2015) |
| Les données manquantes sont à compléter. |          |                  |           |                                                                 |

## Démographie
L'évolution du nombre d'habitants est connue à travers les recensements de la population effectués dans la commune depuis 1793. Pour les communes de moins de 10 000 habitants, une enquête de recensement portant sur toute la population est réalisée tous les cinq ans, les populations de référence des années intermédiaires étant quant à elles estimées par interpolation ou extrapolation. Pour la commune, le premier recensement exhaustif entrant dans le cadre du nouveau dispositif a été réalisé en 2005.

En 2022, la commune comptait 85 habitants, en évolution de +1,19 % par rapport à 2016 (Ariège : +1,48 %, France hors Mayotte : +2,11 %).
| 1793 | 1800 | 1806 | 1821 | 1831 | 1836 | 1841 | 1846 | 1851 |
| ---- | ---- | ---- | ---- | ---- | ---- | ---- | ---- | ---- |
| 441  | 272  | 416  | 451  | 487  | 492  | 537  | 570  | 593  |

| 1856 | 1861 | 1866 | 1872 | 1876 | 1881 | 1886 | 1891 | 1896 |
| ---- | ---- | ---- | ---- | ---- | ---- | ---- | ---- | ---- |
| 468  | 489  | 511  | 515  | 534  | 510  | 482  | 455  | 423  |

| 1901 | 1906 | 1911 | 1921 | 1926 | 1931 | 1936 | 1946 | 1954 |
| ---- | ---- | ---- | ---- | ---- | ---- | ---- | ---- | ---- |
| 428  | 396  | 345  | 288  | 260  | 251  | 237  | 285  | 219  |

| 1962 | 1968 | 1975 | 1982 | 1990 | 1999 | 2005 | 2006 | 2010 |
| ---- | ---- | ---- | ---- | ---- | ---- | ---- | ---- | ---- |
| 145  | 106  | 93   | 80   | 79   | 88   | 92   | 91   | 91   |

| 2015 | 2020 | 2022 | - | - | - | - | - | - |
| ---- | ---- | ---- | - | - | - | - | - | - |
| 83   | 90   | 85   | - | - | - | - | - | - |

## Économie

### Emploi
| Division       | 2008  | 2013   | 2018   |
| -------------- | ----- | ------ | ------ |
| Commune        | 7,1 % | 2,3 %  | 6,8 %  |
| Département    | 8,9 % | 11,1 % | 11,2 % |
| France entière | 8,3 % | 10 %   | 10 %   |

En 2018, la population âgée de 15 à 64 ans s'élève à 42 personnes, parmi lesquelles on compte 63,6 % d'actifs (56,8 % ayant un emploi et 6,8 % de chômeurs) et 36,4 % d'inactifs,. Depuis 2008, le taux de chômage communal (au sens du recensement) des 15-64 ans est inférieur à celui de la France et du département.
La commune est hors attraction des villes,. Elle compte 16 emplois en 2018, contre 19 en 2013 et 16 en 2008. Le nombre d'actifs ayant un emploi résidant dans la commune est de 25, soit un indicateur de concentration d'emploi de 62,4 % et un taux d'activité parmi les 15 ans ou plus de 34,5 %.
Sur ces 25 actifs de 15 ans ou plus ayant un emploi, 11 travaillent dans la commune, soit 42 % des habitants. Pour se rendre au travail, 73,1 % des habitants utilisent un véhicule personnel ou de fonction à quatre roues, 15,3 % s'y rendent en deux-roues, à vélo ou à pied et 11,5 % n'ont pas besoin de transport (travail au domicile).

### Activités hors agriculture
6 établissements sont implantés  à Rouze au 31 décembre 2019.
Le secteur de l'industrie manufacturière, des industries extractives et autres est prépondérant sur la commune puisqu'il représente 66,7 % du nombre total d'établissements de la commune (4 sur les 6 entreprises implantées  à Rouze), contre 12,9 % au niveau départemental.
L'usine électrique du Rialet est alimentée par un barrage local, ainsi que par celui de Noubals et par différents captages sur la Bruyante et le ruisseau d'Artigues.

### Agriculture
|                                   | 1988 | 2000 | 2010 |
| --------------------------------- | ---- | ---- | ---- |
| Exploitations                     | 6    | 1    | 2    |
| Superficie agricole utilisée (ha) | 78   | 116  | 245  |

La commune fait partie de la petite région agricole dénommée « Région pyrénéenne ». En 2010, l'orientation technico-économique de l'agriculture  sur la commune est l'élevage d'ovins et de caprins. Deux exploitations agricoles ayant leur siège dans la commune sont dénombrées lors du recensement agricole de 2010 (six en 1988). La superficie agricole utilisée est de 245 ha.

## Culture locale et patrimoine
- Château d'Usson.
- Église Saint-Nazaire-et-Saint-Celse dédiée à saint Nazaire et saint Celse.

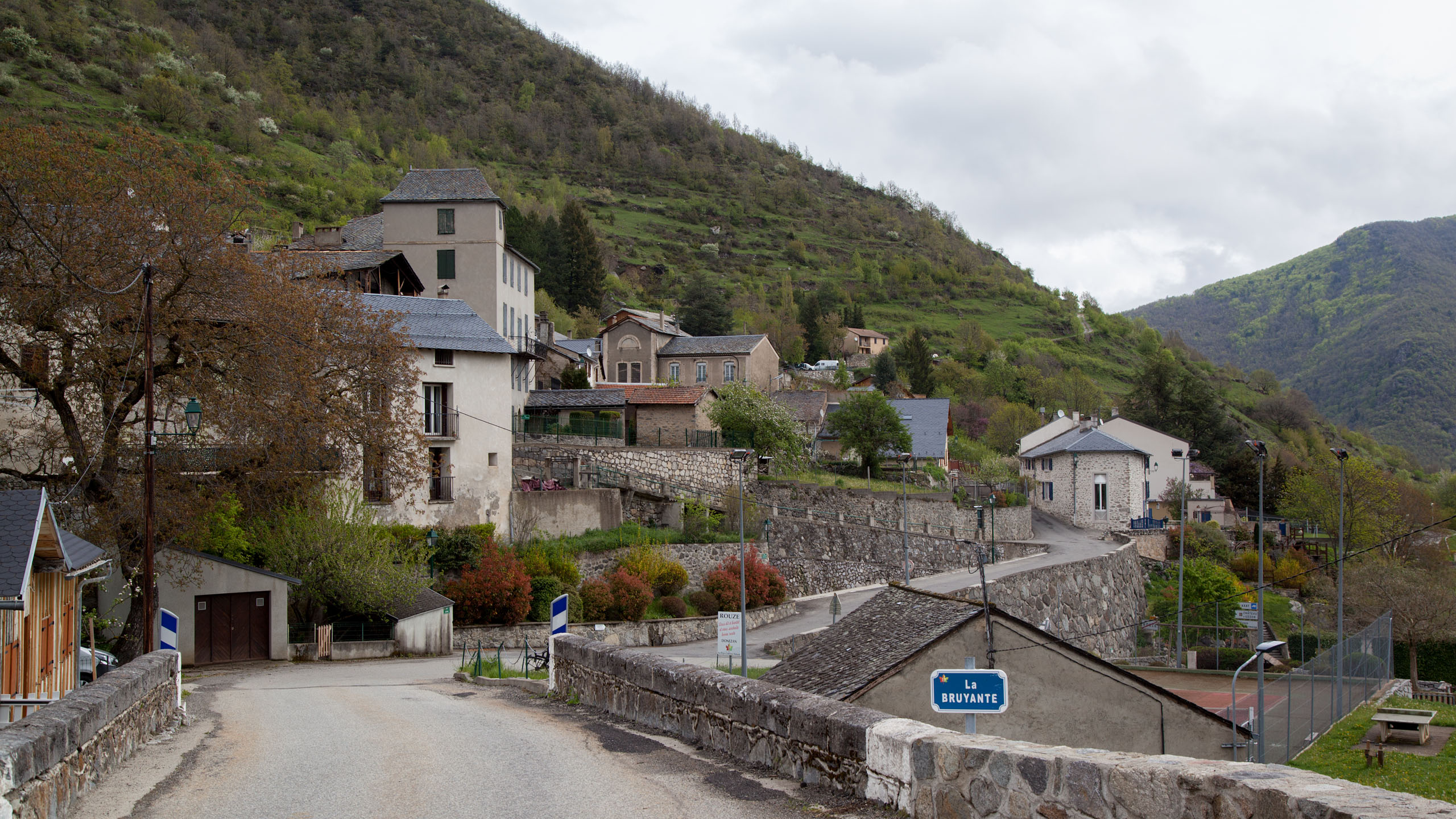
Rouze sur la RD 216
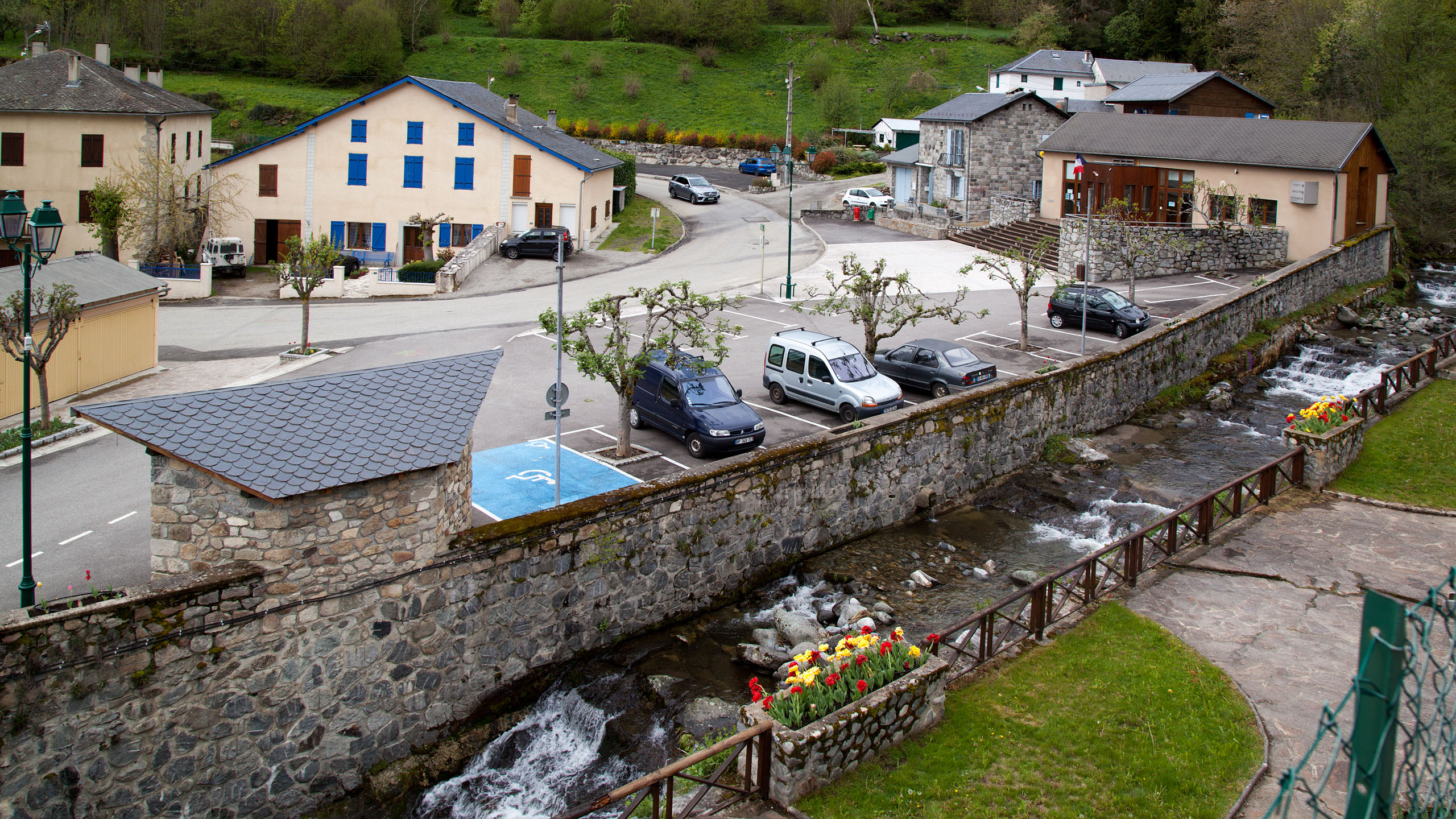
La rivière la Bruyante affluent de l'Aude
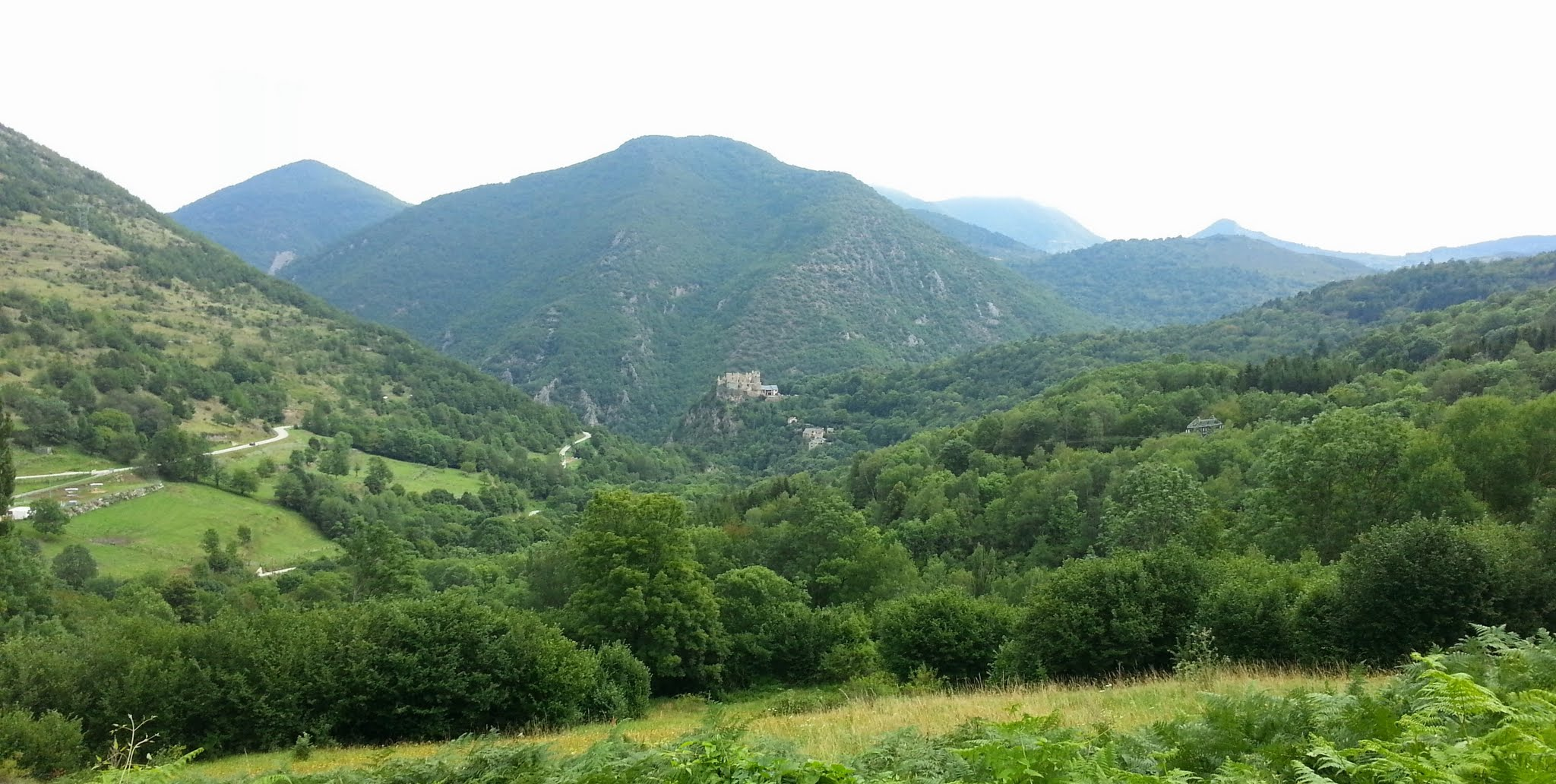
Paysage vers Rouze, avec le château d'Usson en fond de vallée.
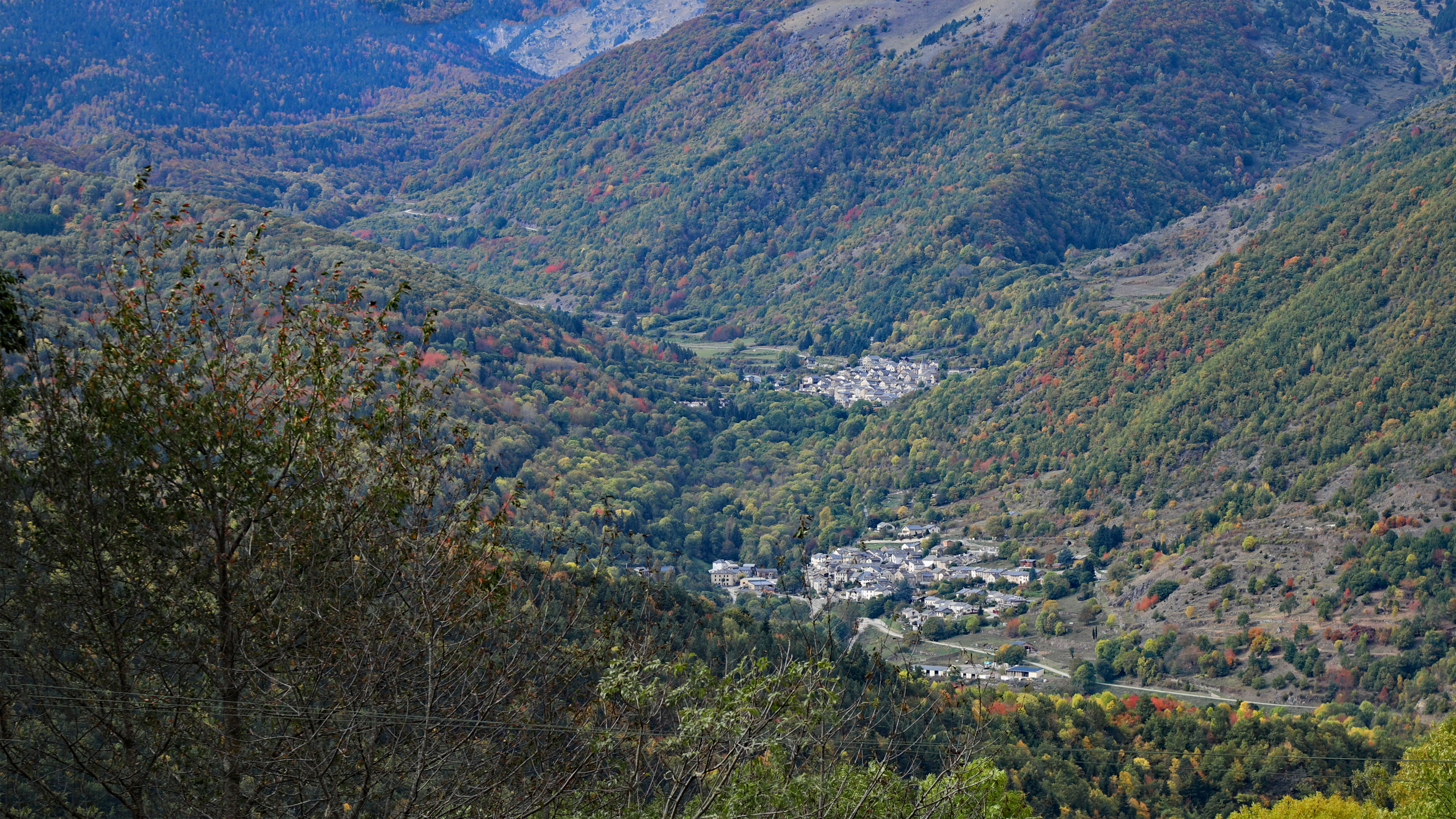
La vallée de la Bruyante, en amont Mijanès en aval Rouze
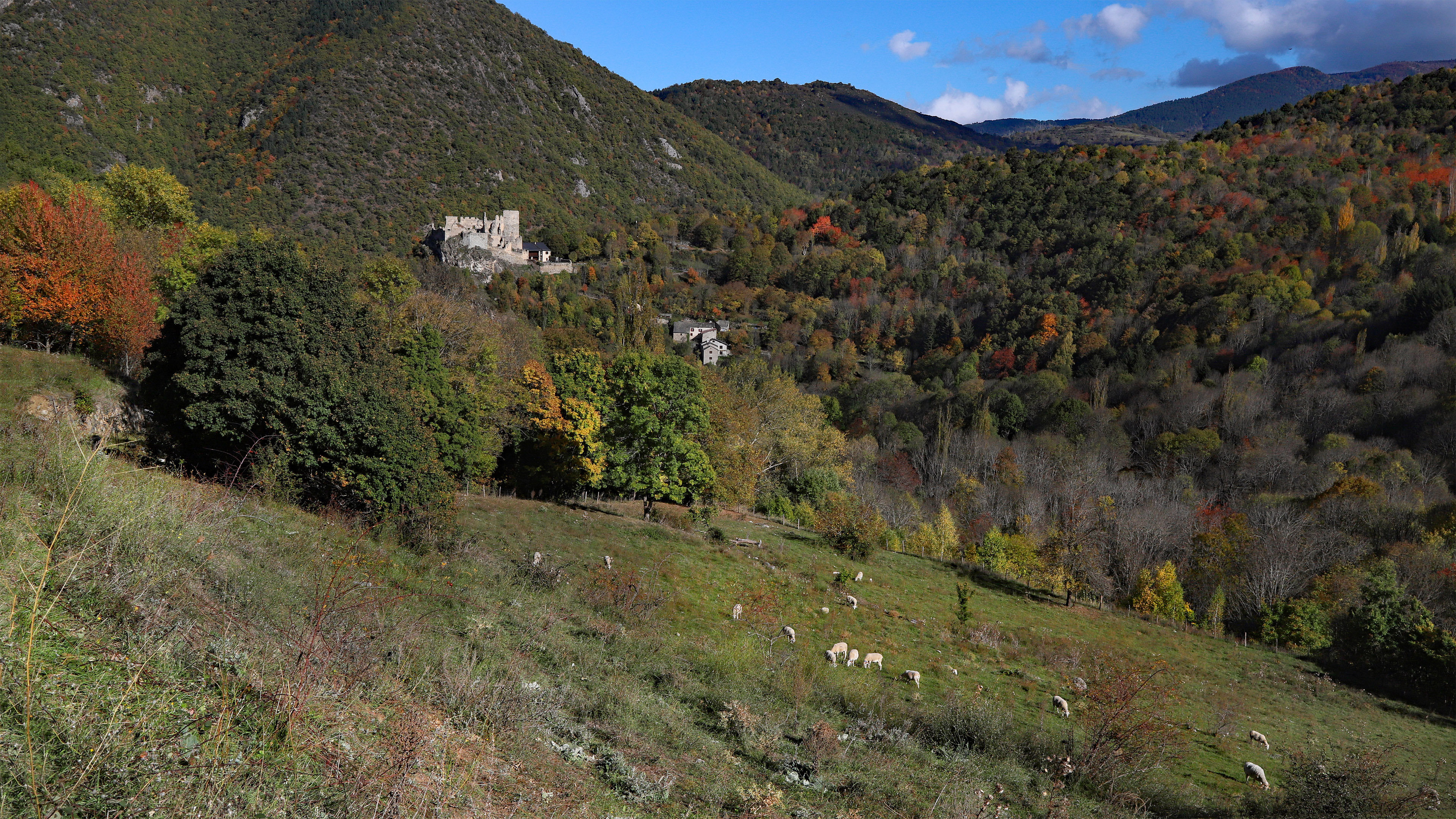
Château d'Usson (Ariège)

## Personnalités liées à la commune
- Jean-Louis d'Usson (1672-1738), diplomate.
- Paul Courrent (1861-1952), médecin, historien et viticulteur[54].